# Zaitunia
Zaitunia es un género de arañas araneomorfas de la familia Filistatidae. Se encuentra en Asia central y Oriente Medio. 

## Lista de especies
Según The World Spider Catalog 11.5:
- Zaitunia alexandri Brignoli, 1982
- Zaitunia beshkentica (Andreeva & Tyschchenko, 1969)
- Zaitunia inderensis Ponomarev, 2005
- Zaitunia maracandica (Charitonov, 1946)
- Zaitunia martynovae (Andreeva & Tyschchenko, 1969)
- Zaitunia medica Brignoli, 1982
- Zaitunia monticola (Spassky, 1941)
- Zaitunia persica Brignoli, 1982
- Zaitunia schmitzi (Kulczynski, 1911)